# Linnaemya consobrina
Linnaemya consobrina är en tvåvingeart som beskrevs av Villeneuve 1941. Linnaemya consobrina ingår i släktet Linnaemya och familjen parasitflugor. Inga underarter finns listade i Catalogue of Life.